# Midi Minuit
Pour plus de détails, voir Fiche technique et Distribution.
Midi Minuit est un film français réalisé par Pierre Philippe et sorti en 1970.

## Synopsis
Hélène et Jacques, un couple de Parisiens, rendent visite à Laurent Lorrain, que Jacques a connu aux Beaux-Arts. Laurent vit avec son père, Robert, et sa sœur, Elsa, dans un étrange manoir troglodyte du midi de la France.
Rapidement, Hélène se rend compte que la famille Lorrain a de curieuses et déroutantes habitudes : Laurent passe ses nuits enchaîné dans une dépendance du manoir, tandis qu’Elsa, véritable croqueuse d’hommes, se livre à des jeux sadiques avec ses amants.
Hélène est d’autant plus inquiète que les journaux locaux font état des actes criminels d’un mystérieux assassin, le "sadique des garrigues" dont l'activité criminelle se situe entre midi et minuit...

## Fiche technique
- Titre : Midi Minuit
- Réalisation : Pierre Philippe
- Assistants : Jacques Prayer, Michel Aurard, Alain Nauroy, Hélène Viard
- Scénario : Pierre Philippe
- Photographie : Pierre Willemin
- Costumes : Philippine, Michel Schreiber, Jean-Pierre Soimaud et Patrick Hollington
- Peintures : Morgan-Snell
- Son : Roger Leclerc et Jack Jullian (mixage)
- Montage : Hélène Arnal
- Musique : Toshirô Mayuzumi, Georg Philipp Telemann et Jean-Charles Capon
- Société de production : Albertine Films
- Pays d'origine :  France
- Durée : 105 minutes
- Date de sortie : France - 10 juin 1970

## Distribution
- Sylvie Fennec : Hélène
- Jacques Portet : Jacques
- Daniel Emilfork : le marquis Robert Lorrain
- Laurent Vergez : Laurent Lorrain
- Béatrice Arnac : Elsa Lorrain
- Nicolas Silberg : le cavalier d'Elsa
- Patrick Jouané : Walerian Kostrowitzki
- Antoinette Moya : Julia
- Henri Lambert : John
- Gérard Zimmermann : l'auto-stoppeur
- Marc Lamole : Benedetti
- Bernard Castang : le passant d'Arles
- Bernard Saint-Jacques : l'invité
- Pierre Fournier, Igor Dry, Benjamin Denat : Les "Opritchniki"
- Véronique Lucchesi : l'enfant
- Kosta Antonowski : Milos
- Jean-Paul Denat : l'ami de Milos
- Richard Gabrielli : Mickey Barles